# Apoleptomastix anneckei
Apoleptomastix anneckei är en stekelart som beskrevs av Geoffrey John Kerrich 1982.
Apoleptomastix anneckei ingår i släktet Apoleptomastix och familjen sköldlussteklar. Artens utbredningsområde är Zimbabwe. Inga underarter finns listade i Catalogue of Life.